# Kaposmérő vasútállomás
Kaposmérő vasútállomás egy Somogy vármegyei vasútállomás, Kaposmérő településen, a MÁV üzemeltetésében. A lakott terület északnyugati peremén helyezkedik el, közúti elérését a falun átvezető 610-es főútból észak felé kiágazó önkormányzati utak biztosítják.

## Vasútvonalak
Az állomást az alábbi vasútvonalak érintik:
- Dombóvár–Gyékényes-vasútvonal

## Kapcsolódó állomások
A vasútállomáshoz az alábbi állomások vannak a legközelebb:
- Kaposújlak megállóhely (Dombóvár–Gyékényes-vasútvonal)
- Kaposfő megállóhely (Dombóvár–Gyékényes-vasútvonal)

## Forgalom
| Járat        | Útvonal | Gyakoriság     |
| ------------ | --- | -------------- |
| személyvonat | Dombóvár – Dombóvár alsó – Nagyberki – Kaposszentjakab – Kaposvár – Kaposújlak – Kaposmérő – Kaposfő – Kiskorpád – Jákó-Nagybajom – Kutas – Beleg – Ötvöskónyi – Somogyszob – Bolhás – Szenta – Zrínyitelep – Csurgó – Gyékényes (– napi 3 pár tovább: Zákány – Őrtilos – Murakeresztúr – Nagykanizsa) | Kb. 2 óránként |

## Érdekességek
Itt forgatták Korompai Márton: Állnak a vasak, mehettek! című vasút-biztonsági kisfilmjét.